# Corgatha nigripalpis
Corgatha nigripalpis är en fjärilsart som beskrevs av Walker 1864. Corgatha nigripalpis ingår i släktet Corgatha och familjen nattflyn. Inga underarter finns listade i Catalogue of Life.